# サン＝テグジュペリ (小惑星)
サン＝テグジュペリ (2578 Saint-Exupery) は、小惑星帯の小惑星。タマラ・スミルノワがクリミア天体物理天文台で発見した。
フランス人作家で飛行士のアントワーヌ・ド・サン＝テグジュペリにちなんで名付けられた。
2008年2月に宮崎県で掩蔽が観測された。